# 寸部
寸部，為漢字索引裡為部首之一，康熙字典214個部首中的第四十一個（三劃的則為第十二個）。在傳統漢字與中文簡化字中，寸部都被歸於三劃部首。寸部通常是從下、右方均可為部字，且無其他部首可用者將部首歸為寸部。

## 部首單字解釋
1.長度單位。古以十分為寸，十寸為尺。今標準制一公寸等於十公分。
2.寸口脈所分的三個部位之一，參「寸關尺」條目。
3.形容極少、極小或極短。
4.姓。見萬姓統譜 · 一〇〇。

## 字形

金文
大篆
小篆

## 名稱
- 漢語：寸部　（拼音：cùnbù　注音：ㄘㄨㄣˋㄅㄨˋ）
- 日語：
- 朝鲜語：

## 字例
| 除部首外之筆劃 | 字例 -{    |
| -------------- | ---------- |
| 0              | 寸         |
| 2              | 对㝳       |
| 3              | 寺寻导     |
| 4              | 寿寽対㝴   |
| 5              | 尀㝵       |
| 6              | 封専       |
| 7              | 尃射尅㝶将 |
| 8              | 將專尉     |
| 9              | 尊尋尌𡬷㝷 |
| 10             | 𡬼         |
| 11             | 對         |
| 12             | 導𡭄𡭉 }-  |